# 張滂 (唐朝)
張滂（?—?），唐朝官员。
官至諸道鹽鐵使。奏禁江淮鑄銅。貞元九年（793年）正月，張滂以賦稅不足，奏立稅茶，官府開始徵收茶稅，“於出茶州縣及茶山外商人要路，委所由定三等，時估每十稅一。”此法久行不廢。